# Mount Pereleshin
Mount Pereleshin är ett berg i Kanada.   Det ligger i provinsen British Columbia, i den västra delen av landet, 4 000 km väster om huvudstaden Ottawa. Toppen på Mount Pereleshin är 2 003 meter över havet, eller 1 335 meter över den omgivande terrängen. Bredden vid basen är 16,1 km.
Terrängen runt Mount Pereleshin är bergig åt nordost, men åt sydväst är den kuperad. Trakten runt Mount Pereleshin är nära nog obefolkad, med mindre än två invånare per kvadratkilometer.. Det finns inga samhällen i närheten.
Trakten runt Mount Pereleshin består i huvudsak av gräsmarker.